# Donald Ferguson
Donald Ferguson (nascido em 28 de abril de 1931) é um ex-ciclista olímpico estadunidense. Representou sua nação nos Jogos Olímpicos de Verão de 1956, em Melbourne.